# Adolf von Rosenberg-Gruszczynski (General, 1808)
Adolf Louis von Rosenberg-Gruszczynski (* 22. Juli 1808 in Marienfelde, Kreis Schlochau; † 30. Mai 1884 in Bonn) war ein preußischer General der Infanterie.

## Leben

### Herkunft
Adolf Louis war Angehöriger der Herren von Rosenberg-Gruszczynski sowie der Sohn des späteren preußischen Generalmajors Adolf von Rosenberg-Gruszczynski (1779–1844) und dessen Ehefrau Johanna Dorothea, geborene Mahler (1784–1864).

### Militärkarriere
Rosenberg besuchte die Kadettenhäuser in Kulm und Berlin. Anschließend wurde er am 5. April 1826 als Sekondeleutnant dem Kaiser Franz Grenadier-Regiment der Preußischen Armee aggregiert und am 14. Juni 1829 einrangiert. Ab April 1830 war Rosenberg für drei Jahre zur Schulabteilung des Lehr-Infanterie-Bataillons in Potsdam kommandiert. Anschließend fungierte er bis Ende Juni 1836 als Adjutant des I. Bataillons und stieg dann zum Regimentsadjutanten auf. Am 14. Januar 1842 folgte seine Kommandierung als Adjutant zur 1. Garde-Landwehr-Brigade und in dieser Stellung avancierte Rosenberg am 23. April 1842 zum Premierleutnant. Vom 19. Juni 1842 bis zum 26. März 1847 war er als Adjutant zur 2. Garde-Infanterie-Brigade kommandiert und wurde anschließend unter Beförderung zum Hauptmann in die Adjutantur versetzt sowie zum Kommando der Garde-Infanterie kommandiert. In dieser Stellung nahm Rosenberg im März 1848 an der Niederschlagung des Barrikadenaufstandes in Berlin teil. Mitte Oktober 1849 erfolgte seine Rückversetzung in das Kaiser Franz Grenadier-Regiment und seine Verwendung als Chef der 12. Kompanie. Mit der Beförderung zum Major wurde Rosenberg am 11. September 1852 zum Kommandeur des Großherzoglich Mecklenburg-Strelitzschen Infanterie-Bataillons ernannt und stieg bis Ende Mai 1859 zum Oberst auf. Er war dann vom 23. August 1860 bis zum 8. Januar 1864 als Kommandeur des Kaiser Franz Garde-Grenadier-Regiment Nr. 2 tätig. Während der Besichtigung der II. Armee-Abteilung fungierte Rosenberg 1863 zusätzlich als Chef des Stabes des Prinzen Albrecht von Preußen. Mit dem Rang und den Gebührnissen eines Brigadekommandeurs wurde er zum Chef des Generalstabes des Gardekorps ernannt und am 25. Juni 1864 zum Generalmajor befördert. Rosenberg erhielt am 10. Juli 1865 das Kommando über die 3. Garde-Infanterie-Brigade und war zugleich ab dem 20. Dezember 1865 auch als Mitglied der Studienkommission der Kriegsakademie tätig.
Bei der Mobilmachung anlässlich des Deutschen Krieges wurde Rosenberg Kommandeur der Garde-Landwehr-Division im I. Reserve-Korps bei der Elbarmee. Er nahm an der Schlacht bei Königgrätz teil und wurde nach dem Friedensschluss Mitte September 1866 Kommandeur der kombinierten Division in den Elbherzogtümern. Kurz darauf avancierte Rosenberg zum Generalleutnant und erhielt den Roten Adlerorden II. Klasse mit Eichenlaub und Schwertern. Vom 20. Oktober 1866 bis zum 13. Juli 1870 wirkte er als Kommandeur der 17. Division. Anschließend ernannte man Rosenberg zum Gouverneur von Königsberg. In Vertretung des Großherzogs Friedrich Franz II. war er während des Krieges gegen Frankreich ab dem 12. Oktober 1870 als Generalgouverneur von Reims kommandiert, bis Rosenberg schließlich am 10. Januar 1871 für die Dauer des mobilen Verhältnisses zum Gouverneur ernannt wurde. Zusätzlich erhielt er in dieser Stellung ab dem 13. Februar 1871 die Kompetenzen eines Kommandierenden Generals. In Anerkennung seiner Leistungen wurde ihm das Eiserne Kreuz II. Klasse sowie das Großkreuz des Hausordens der Wendischen Krone verliehen.
Am 22. Juli 1871 wurde Rosenberg zu den Offizieren von der Armee versetzt, nach Württemberg kommandiert und am 27. Juli 1871 zum Gouverneur der Festung Ulm ernannt. In dieser Stellung erhielt er am 22. März 1873 den Charakter als General der Infanterie. Unter Verleihung des Großkreuzes des Roten Adlerordens mit Eichenlaub wurde Rosenberg am 10. März 1874 mit der gesetzlichen Pension zur Disposition gestellt. Kurz darauf verlieh ihm der bayerische König Ludwig II. das Großkreuz des Militärverdienstordens und König Karl würdigte ihn durch die Verleihung des Großkreuzes mit Schwertern des Ordens der Württembergischen Krone.
Er war Rechtsritter des Johanniterordens.

### Familie
Rosenberg verheiratete sich am 2. November 1836 in Berlin mit Bertha Anastasia von Gruner (1817–1896). Aus der Ehe gingen sechs Söhne hervor:
- Justus (1837–1900), Verwaltungsjurist und Parlamentarier ⚭ 3. Juni 1876 Anna Gertraud Becker (* 1853)
- Fritz Adolf (* 1838), preußischer Sekondeleutnant a. D., zuletzt im Kaiser Franz Garde-Grenadier-Regiment Nr. 2
- Sohn (*/† 1842)
- Eugen Karl Adolf (1843–1870), preußischer Premierleutnant
- Adolf (1845–1926), preußischer General der Infanterie ⚭ 27. November 1879 Anna von der Mülbe (* 1850), Tochter von Otto von der Mülbe
- Alfred Julius Adolf (1847–1896), preußischer Oberst z.D. ⚭ 18. Oktober 1881 Marie du Bois (* 1853)